# Teen Choice Awards 2009
L'11ª edizione dei Teen Choice Awards si è tenuta il 9 agosto 2009 nel Gibson Amphitheatre di Los Angeles, California.

## Vincitori e candidati
I vincitori sono indicati in grassetto.

### Choice Music

#### Choice Music: Single
- Miley Cyrus - The Climb
- Kelly Clarkson - My Life Would Suck Without You
- Lady Gaga - Poker Face
- Katy Perry - Hot N Cold
- Britney Spears - Circus

#### Choice Music: Hook Up
- Lady Gaga (featuring Colby O'Donis) - Just Dance
- Ciara (featuring Justin Timberlake) - Love Sex Magic
- Jason Mraz (featuring Colbie Caillat) - Lucky
- Soulja Boy (featuring Sammie) - Kiss Me Thru the Phone
- T.I. (featuring Rihanna) - Live Your Life

#### Choice Music: Love Song
- David Archuleta - Crush
- Beyoncé - Halo
- Jonas Brothers - Lovebug
- Jesse McCartney - How Do You Sleep?
- Taylor Swift - Love Story

#### Choice Music: R&B Track
- Beyoncé - Single Ladies (Put a Ring on It)
- Jennifer Hudson - If This Isn't Love
- Ne-Yo - Mad
- Soulja Boy (featuring Sammie) - Kiss Me Thru the Phone
- Kanye West - Love Lockdown

#### Choice Music: Rock Track
- Paramore - Decode
- The All-American Rejects - Gives You Hell
- The Fray - You Found Me
- Green Day - Know Your Enemy
- Taking Back Sunday - Sink Into Me

#### Choice Music: Album (Male Artist)
- Jason Mraz - We Sing. We Dance. We Steal Things.
- David Cook - David Cook
- Eminem - Relapse
- Lil Wayne - Tha Carter III
- Kanye West - 808s & Heartbreak

#### Choice Music: Album (Female Artist)
- Taylor Swift - Fearless
- Beyoncé - I Am... Sasha Fierce
- Lady Gaga - The Fame
- Katy Perry - One of the Boys
- Carrie Underwood - Carnival Ride

#### Choice Music: Album (Group)
- The All-American Rejects - When the World Comes Down
- The Black Eyed Peas - The E.N.D.
- Green Day - 21st Century Breakdown
- Jonas Brothers - Lines, Vines and Trying Times
- Kings of Leon - Only by the Night